# Relaciones Irán-Siria

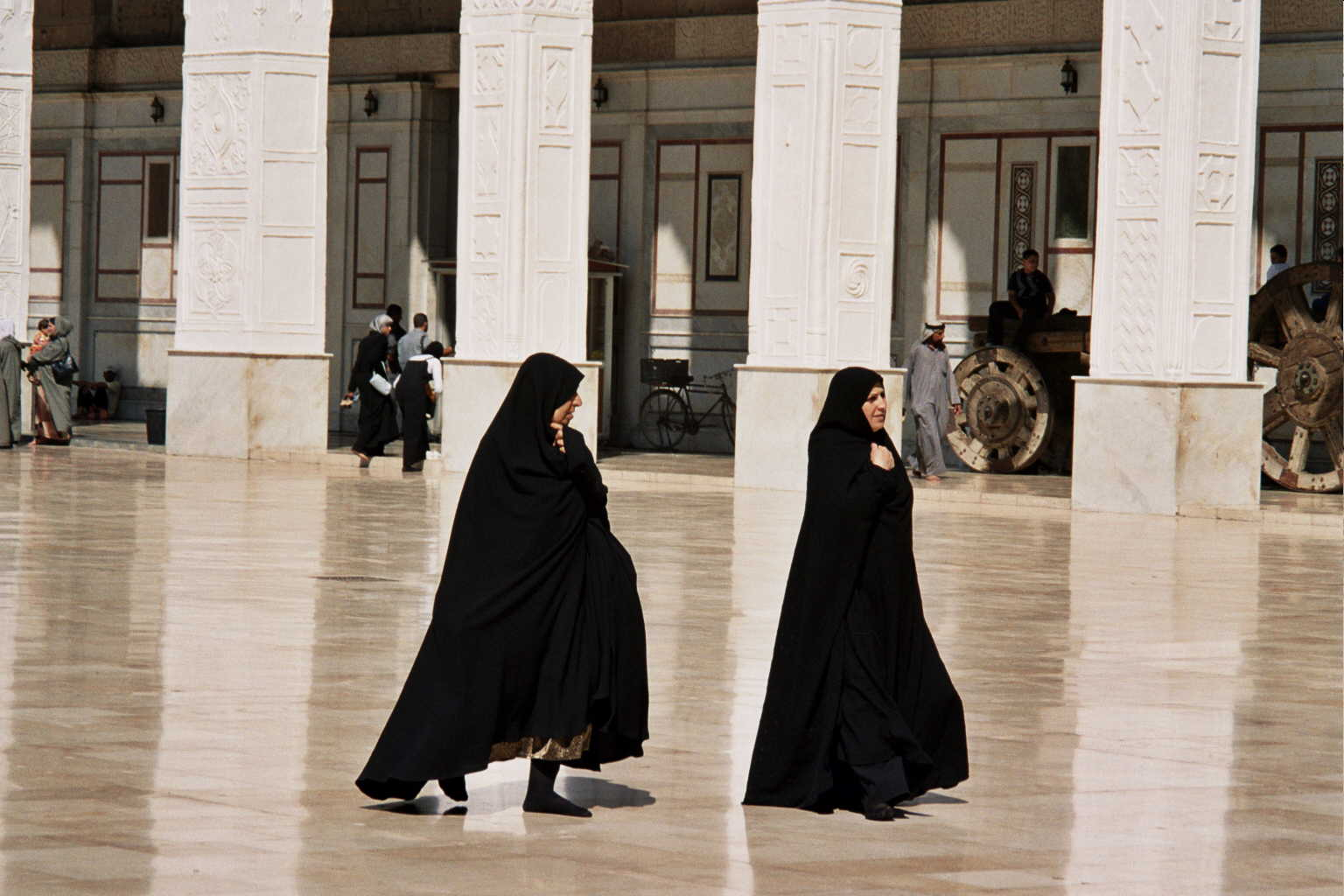
Peregrinos iraníes en la Mezquita de los Omeyas, Damasco

Siria e Irán son aliados estratégicos. A Siria se le suele llamar el "aliado más cercano" de Irán, a pesar del conflicto ideológico entre la ideología del nacionalismo árabe del Partido Baaz gobernante secular de Siria y la política panislamista de la República Islámica de Irán. Irán y Siria han tenido una alianza estratégica desde la Guerra Irán-Irak, cuando Siria se puso del lado del Irán no arabista contra el vecino Irak gobernado por el Partido Baaz. Los dos países compartían una animosidad común hacia el entonces presidente iraquí Saddam Hussein y la coordinación contra los Estados Unidos e Israel.
Siria coopera con Irán en el envío de armas a grupos palestinos, incluidos Hamás y Hezbolá en el Líbano. Estados Unidos, el Reino Unido y Canadá han designado tanto a Irán como a Siria como patrocinadores estatales del terrorismo en parte debido al apoyo a Hezbolá.
Durante la Guerra Civil Siria, Irán llevó a cabo, junto con Rusia, "un esfuerzo extenso, costoso e integrado para mantener al presidente sirio Bashar al-Ásad en el poder". Irán, Siria, Irak y Rusia también forman una alianza antiterrorista que tiene su sede en Bagdad.
En septiembre de 2022, los medios estatales iraníes informaron que funcionarios de alto nivel de Irán y Siria discutieron las perspectivas de "cooperación mutua en el campo del petróleo y el gas", lo que sugiere que los dos países están considerando formar una empresa conjunta de petróleo y gas.

## Historia y resumen

### Historia antigua
En 539 a. C., Ciro II el Grande, rey de los persas aqueménidas, tomó Siria como parte de su imperio, para ser conocido como Eber-Nari. El dominio persa duró hasta que Alejandro Magno conquistó la región en 333–332 a. Más tarde, Cosroes II del Imperio Sasánida logró controlar la región, incluida Siria, del 609 al 628 d. C. 

### Historia medieval
El Irán Búyida y el Emirato Hamdanidá de Siria y Jazira compitieron por el dominio en elOriente Medio . Los iraníes pudieron expulsar a los Hamdanidás de Bagdad. A fines del siglo X, Siria y Jazira estaban bajo la influencia fatimí, iraní o romana oriental.
Irán bajo Ak Koyunlu y Siria bajo el Sultanato Mameluco continuaron compitiendo por la Alta Mesoptamia hasta que el Imperio Otomano se hizo totalmente con ella.

### Antes de 1979
Tras la independencia de Siria en 1946, Irán estableció un consulado en Siria. Hasta la Revolución iraní en 1979, especialmente desde el establecimiento de un régimen baazista en Irak que ambos países consideraban un enemigo, los dos países han tenido relaciones y cooperación favorables a pesar de las diferentes opiniones de los regímenes gobernantes. Ejemplos importantes de tales relaciones incluyen el apoyo de Irán a la Resolución 316 del Consejo de Seguridad de las Naciones Unidas que insta a Israel a liberar a cinco oficiales sirios capturados en el Líbano, y el viaje de cuatro días de Háfez al-Ásad a Teherán en 1975 y la firma de acuerdos de cooperación entre los dos países
Sin embargo, después de la mejora de las relaciones Irán-Irak a fines de la década de 1970, Háfez al-Asad expresó su apoyo a los disidentes iraníes, contactando a grupos de oposición a través de sus contactos en el extranjero, como Mostafá Chamrán y Musa Sadr, y comprometiéndose a entrenar guerrilleros iraníes.

### 1979–1990

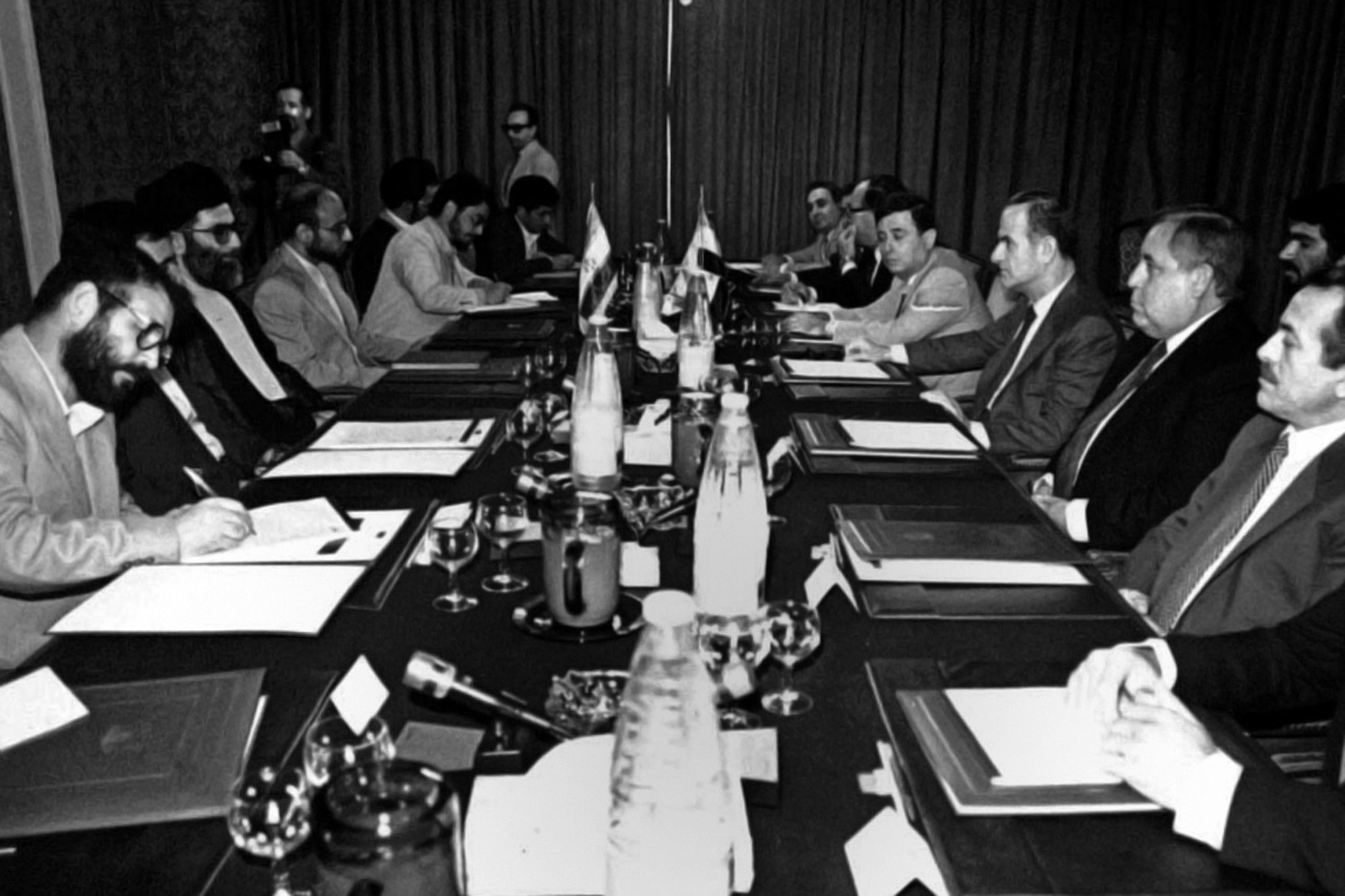
Reunión entre Háfez al-Ásad y el entonces presidente iraní, Ali Khamenei, en Damasco. 6 de septiembre de 1984.

Las relaciones entre Irán y Siria mejoraron después de la Revolución iraní en 1979. La alianza estratégica de Siria con Egipto terminó casi al mismo tiempo debido al tratado de Egipto con Israel. El Irán posterior a la revolución representó una oportunidad para que el presidente sirio Háfez al-Asad encontrara un nuevo contrapeso para Israel e Irak, los enemigos regionales de Siria. Mientras tanto, el nuevo líder iraní, el ayatolá Jomeini, vio a Siria como un conducto hacia la comunidad chiita en el Líbano. Mostafá Chamrán, un asesor cercano de Jomeini, tenía experiencia en la lucha en el Líbano y abogó por una alianza iraní con Asad para aumentar su influencia en el sur del Líbano.